# Idea idea
Espèce
Idea idea est une espèce de papillons de la famille des Nymphalidae, de la sous-famille des Danainae et du genre Idea.

## Taxinomie
Idea idea a été décrit par Carl von Linné en 1763 sous le nom initial de Papilio idea.

### Sous-espèces
- Idea idea idea; présent à  Ampon et à Serang dans les Moluques.
- Idea idea aza Boisduval, 1832; présent à Buru.
- Idea idea sula (de Nicéville, 1900); présent aux Îles Sula

### Nom vernaculaire
Idea idea se nomme Rice Paper en anglais.

## Description
Idea idea est un grand papillon blanc veiné de noir et orné  aux ailes antérieures de quelques taches noires.

## Écologie et distribution
Idea idea est présent en Indonésie dans l'archipel des Moluques.